# Dirt (Alice in Chains)
Dirt is een album van Alice in Chains uit 1992. Het album, dat uitkwam op het hoogtepunt van de grunge, wordt over het algemeen beschouwd als de bands beste werk. Het bevat met Would? ook de grootste single van de band.
Veel van de nummers op het album, met name die geschreven door Layne Staley zelf, gaan over Staleys heroïneverslaving, zoals Sickman, Junkhead en God Smack. Jerry Cantrell had teksten bijgedragen over onder andere zijn vader, die aan de Vietnamoorlog had meegedaan (Rooster) en Andrew Wood, de zanger van grungeband Mother Love Bone én stadsgenoot, die in 1990 aan een overdosis overleed (Would?).

## Nummers
| Nr. | Titel           | Duur |
| --- | --------------- | ---- |
| 1.  | Them bones      | 2:30 |
| 2.  | Dam that river  | 3:09 |
| 3.  | Rain when I die | 6:01 |
| 4.  | Sickman         | 5:29 |
| 5.  | Rooster         | 6:15 |
| 6.  | Junkhead        | 5:09 |
| 7.  | Dirt            | 5:16 |
| 8.  | God smack       | 3:50 |
| 9.  | Hate to feel    | 5:16 |
| 10. | Angry chair     | 4:47 |
| 11. | Down in a hole  | 5:38 |
| 12. | Would?          | 3:27 |

## Singles van dit album
- Them bones
- Angry chair
- Rooster
- Down in a hole
- Would? - NL #31